# 达里奥·福
达里奥·福（義大利語：Dario Fo，義大利語發音：[ˈdaːrjo ˈfɔ]，1926年3月24日—2016年10月13日） ，意大利剧作家、戏剧导演，生于意大利的San Giano，他的父亲是一个铁路技师。
他与他的夫人福兰卡·拉梅（Franca Rame）一起致力于用戏剧，尤其是以专业艺术家的喜剧的风格，为底层民众的利益呐喊，被广大民众亲切地称为“人民的游吟诗人”。他共有七十余部喜剧作品广为留传，并于1997年荣获该年度诺贝尔文学奖。“因为他继承了中世纪喜剧演员的精神，贬斥权威，维护被压迫者的尊严。”
达里奥·福是一个很有争议的剧作家。很多剧作家、文学评论家、新纳粹分子以及梵蒂冈当局都从纯文学的角度猛烈地抨击他。

## 作品
- 1959年：《大天使不玩弹球》
- 1960年：《他有两把左轮手枪和黑白相间的眼睛》
- 《极端健康》
- 1969年：《滑稽神秘剧》
- 1969年：《工人认字三百、老板认字一千：所以他是老板》
- 1970年：《一个无政府主义者的意外死亡（英语：Accidental Death of an Anarchist）》
- 1974年：《拒绝付款》
- 1977年：《上床、吃饭、去教堂》
- 1978年：《老虎的故事》
- 《女人的最后一天》

## 作品在台灣的出版
- 丁乃箏/譯，《絕不付帳》，台北市：唐山，2001年。
- 陳明才/譯，《開放配偶》，台北市：唐山，2001年。
- 賴聲川/譯，《一個無政府主義者的意外死亡》，台北市：唐山，2001年。

## 作家及其作品在台灣的研究
- 林佳靜，【達里歐.弗的嘉年華劇場 : 《神秘的喜劇》、《不能付款?不願付帳!》與《一個無政府主義者的意外死亡》】，國立中興大學外國語文學系，1999年。

## 作品在台灣的演出及影音的發行
- 「絕不付帳」

丁乃箏 翻譯、導演，表演工作坊演出，主演：唐從聖、范瑞君、那維勳、劉亮佐、譚艾珍。1998年9月17日在國家戲劇院首演。9月17日至24日晚間7時30分、9月19日、20日下午2時30分，在國家戲劇院演出。事後有發行影音光碟。由群聲、木棉花國際 聯合發行、富康興業總經銷，有3張影音光碟，142分鐘。